# Maiden Heaven
Maiden Heaven es un álbum tributo al grupo de heavy metal Iron Maiden que salió a la venta el 16 de julio de 2008, como un regalo con la revista Kerrang! No.1279, descrito por la revista como "nuestro tributo a Iron Maiden, el cual incluye versiones exclusivas por Metallica, Avenged Sevenfold, Coheed & Cambria, Trivium, Machine Head y Dream Theater"
Entre el 14 y 26 de mayo Kerrang! abrió una competencia para determinar la portada del álbum Maiden Heaven. Los participantes se les dijo que interpretar el concepto "de cualquier manera que quisieran", y usando las herramientas que pudieran; el ganador recibiría una suscripción por un año a la revista Kerrang! y su arte presentaría en la portada.
El 18 de junio Felipe Franco desde Bogotá, Colombia fue anunciado como el ganador, y su imagen, Eddie como un ángel envuelto en llamas en un paisaje de cenizas fue mostrado en la página de internet de Kerrang! .
El tema Remember Tomorrow se ubicó en el "Billboard Singles Chart" en el número 32.

## Lista de temas
1. Prowler por (Black Tide)
2. Remember Tomorrow por (Metallica)
3. Flash Of The Blade  por  (Avenged Sevenfold)
4. 2 Minutes To Midnight por  (Glamour Of The Kill)
5. The Trooper  por (Coheed & Cambria)
6. Wasted Years  por (Devildriver)
7. Run To The Hills  por (Sign)
8. To Tame A Land  por (Dream Theater)
9. Caught Somewhere In Time  por (Madina Lake)
10. Wrathchild  por (Gallows)
11. Fear Of The Dark  por (Fightstar)
12. Hallowed Be Thy Name  por (Machine Head)
13. Iron Maiden  por (Trivium)
14. Running Free  por (Year Long Disaster)
15. Brave New World  por (Ghostlines)